# De clade Lindisfarnensis monasterii
De clade Lindisfarnensis monasterii è un poemetto dal tono fortemente drammatico, scritto da Alcuino di York verso la fine dell'VIII secolo. 
L'opera, che si estende per un totale di 240 versi (raggruppati in 120 distici), narra la distruzione e il conseguente saccheggio dell'abbazia di Lindisfarne, avvenuta nel 793 ad opera dei Danesi. La tragicità dell'evento viene descritta in modo molto vivido all'interno degli Annales Ordinis Sancti Benedicti (ed. J. Mabillon, lib. XXVI, p. 287):
L'ampio componimento è stato catalogato dal filologo tedesco Ernst Dümmler sotto il numero 9 (ed. MGH, Poetae Latini Aevi Carolini, I, pp. 229 – 235) ed è percorso dallo stesso spirito luttuoso che connota il genere classico del planctus, tutto giocato sulla forte polarità tra passato e presente, tra grandezza e distruzione. 
L'apice del pathos viene raggiunto quando il poeta si rivolge direttamente al vescovo Higbald di Lindisfarne (780 - 803), con cui condivide il dolore per quanto è stato tragicamente perso a causa della barbarie dei vichinghi:
I manoscritti conosciuti che riportano il carme sono soltanto due, di cui uno ne contiene soltanto una manciata di versi; si tratta dei codici London, British Library, Harley 3685 (ff. 47v-50v) e Wien, Österreichische Nationalbibliothek 808 (f. 233r, vv. 231 - 240).